# Conus adamsonii
Espèce
Statut de conservation UICN

 LC  : Préoccupation mineure
Conus adamsonii est une espèce de mollusques gastéropodes marins de la famille des Conidae.
Comme toutes les espèces du genre Conus, ces escargots sont prédateurs et venimeux. Ils sont capables de « piquer » les humains et doivent donc être manipulés avec précaution, voire pas du tout.

## Distribution

### Niveau de risque d’extinction de l’espèce
Selon l'analyse de l'UICN réalisée en 2011 pour la définition du niveau de risque d'extinction, cette espèce est répandue dans les îles du Pacifique central, s'étendant de la mer de Corail à la Polynésie française et aussi loin au nord que les îles Marshall. Elle a une gamme de profondeur connue de 10-50 m. Cette espèce est considérée comme peu commune dans toute son aire de répartition. Elle est très recherchée dans le commerce des spécimens de coquillages et se vend à des prix élevés, mais cela n'est pas considéré comme une menace majeure pour cette espèce De plus, sa vaste répartition chevauche de nombreuses zones marines protégées Elle est classée comme étant de préoccupation mineure.

## Taxonomie

### Publication originale
L'espèce Conus adamsonii a été décrite pour la première fois en 1836 par le naturaliste britannique William John Broderip (1789-1859) dans la publication intitulée « Proceedings of the Zoological Society of London »,.

### Synonymes
- Conus (Textilia) adamsonii Broderip, 1836 · appellation alternative
- Conus cingulatus G. B. Sowerby I, 1825 · non accepté (invalide : homonyme junior de Conus..)
- invalide : junior homonym of Conus cingulatus Lamarck, 1810
- Conus rhododendron Jay, 1839 · non accepté
- Textilia adamsonii (Broderip, 1836) · non accepté

## Identifiants taxonomiques
Chaque taxon catalogué par les bases de données biologiques et taxonomiques possède un identifiant qui permet d'établir un point de référence. Les identifiants de Conus adamsonii dans les principales bases sont les suivants :
CoL : 5ZVXP - GBIF : 6511424 - iNaturalist : 431817 - IRMNG : 11820216 - NCBI : 528159 - TAXREF : 91919 - UICN : 192848